# ولاية لوهارو

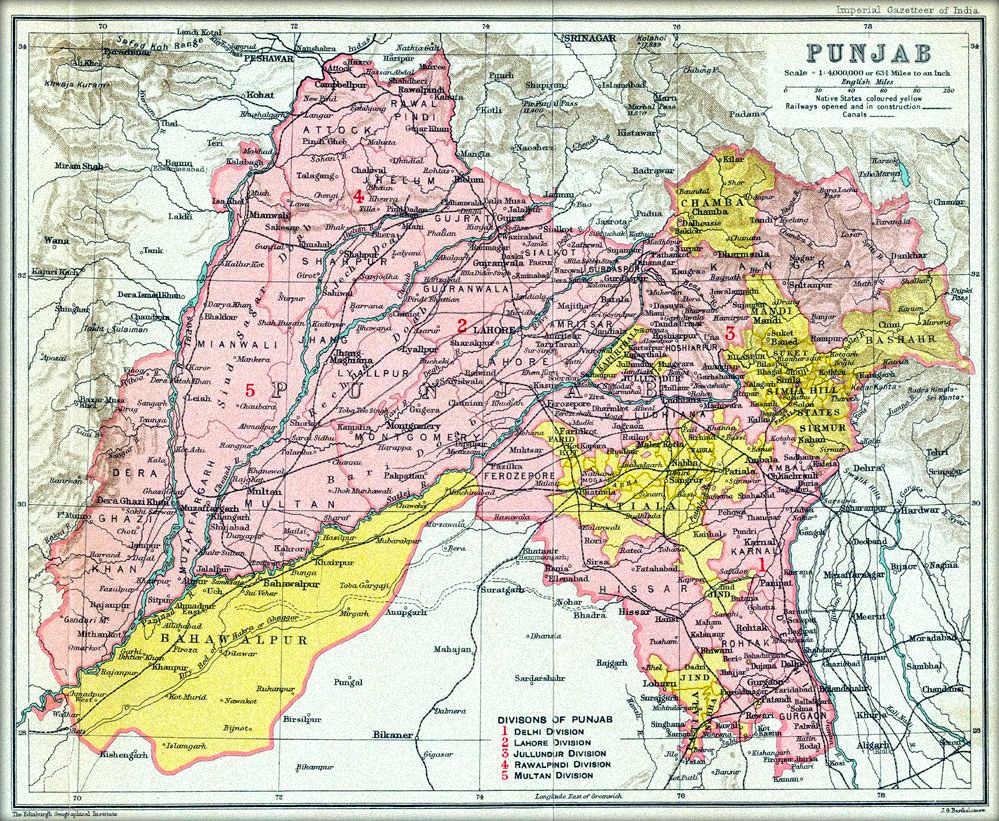
لوهارو على حافة البنجاب (الهند البريطانية)، 1903

كانت ولاية لوهارو إحدى الولايات الأميرية في الهند خلال فترة الحكم البريطاني. كانت جزءًا من وكالة ولاية البنجاب وكانت دولة تحية من تسعة مدافع.[بحاجة لمصدر]
ولاية لوهارو تشمل مساحة 222 ميل مربع (570 كـم2)، وكانت تقع في الركن الجنوبي الشرقي من مقاطعة البنجاب غير المقسمة ، بين مقاطعة حصار ووكالة راجبوتانا . في عام 1901 كان عدد سكان الولاية 15,229 نسمة منهم 2,175 يقيمون في بلدة لوهارو.
من 1803 إلى 1835، شملت أراضي ولاية لوهارو أيضًا جيب فيروزبور جيركا داخل المنطقة التي كانت تدار مباشرة من قبل الراج البريطاني ،  تم تحديد الحدود الخارجية للدولة من قبل المدن الطرفية لوهارو، باهال، إشاروال، كايرو وجوي خرد وبدرة.
يقع هافيلي نواب لوهارو، المعروف باسم محل سارة ، في غالي قاسم جان في باليماران ، حيث أقام صهره الشاعر ميرزا غالب لبضع سنوات ، والذي يقع غالب كي هافيلي على بعد بضعة ياردات. يُعرف الآن جالي ، الذي يضم محل سارا ، باسم ممر كوثي نواب لوهارو في باليماران موهالا في منطقة تشاندني تشوك في دلهي القديمة.

## التاريخ

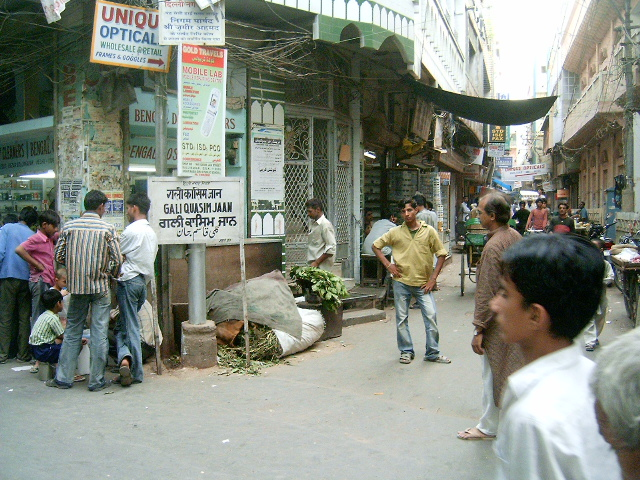
غالي قاسم جان في باليماران

بلدة لوهارو هي مقر المدينة الإدارية للولاية حصلت على اسمها من لوهارس (حدادون محليون) كانوا يعملون في سك العملات المعدنية لولاية جايبور السابقة. تأسست ولاية لوهارو الأميرية على يد أحمد بخش خان في عام 1803 عندما حصل على بلدة لوهارو (جنبًا إلى جنب مع بارغانا فيروزيبور جيركا (الآن في منطقة نوه ) من شركة لورد ليك الهندي الشرقية البريطانية كمكافأة. لخدماته ضد حكام جات في بهاراتبور.

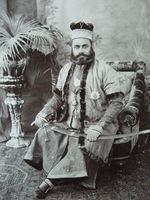
السير أمير الدين أحمد خان من نواب من لوهارو 1884-1920.

وخلف أحمد بكش خان ابنه الأكبر ، شمس الدين خان في عام 1827 ولم يدم حكمه طويلاً، في عام 1835 تم إعدامه من قبل الراج البريطاني لتورطه في مؤامرة قتل المقيم البريطاني في دلهي، السير ويليام فريزر ،  كان الشاعر الأوردي الشهير داغ دلفي من نواب نواب صمس الدين خان. بعد ذلك أخذ البريطانيون بارغانا فيروزيبور وأعطيت ولاية لوهارو لإخوته أمين الدين وضياء الدين خان. كلاهما ظل تحت المراقبة بعد التمرد الهندي عام 1857 لبعض الوقت ، قبل إطلاق سراحهما واستعادة مناصبهما.
خلف علاء الدين أحمد خان والده أمين الدين خان عام 1869 وحصل على لقب نواب. ابن علاء الدين ، أمير الدين أحمد خان (1859-1937) ، بعد أن أدار الدولة نيابة عن والده ، خلفه في عام 1884 ، على الرغم من أنه من 1893 إلى 1903 ، ظل إداريًا ومستشارًا لولاية مالر كوتلا – خلال هذا الوقت ، كان أخوه الأصغر بشير الدين أحمد خان يتولى مهام الدولة. في عام 1903 ، حصل أمير الدين أحمد خان أيضًا على تكريم KCSI من الحكومة البريطانية وبعد عام 1903 شرفاء دوربار اعتبارًا من 1 يناير 1903 تم السماح بتحية شخصية 9 مدافع. أصبح فيما بعد عضوًا في نائب الملك في المجلس التشريعي الهندي. تعامل نواب ولاية لوهارو مع كيسان المعارضين (المزارعين) وفتحت قواته النار على اجتماع كيسان في 8 أغسطس 1935 ، مما أسفر عن مقتل العشرات من الكيسان.

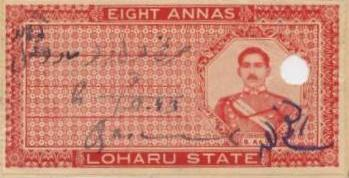
ولاية لوهارو ، ختم رسوم محكمة الولاية ، 8 Annas ، صادر بموجب نواب أمين الدين أحمد خان
(ص 1926-1947)

في عام 1920 ، تنازل عن العرش لابنه الثاني ، عز الدين أحمد خان ، على الرغم من وفاته في أوائل عام 1926 ، تاركًا الولاية لابنه أمين الدين أحمد خان (1911-1983) - آخر نواب. ومع ذلك ، منذ أن كان نواب الجديد لا يزال شابًا ، تدخل أمير الدين أحمد خان وتولى رعاية الدولة حتى عام 1931.[بحاجة لمصدر]
بعد استقلال الهند في عام 1947، انضمت الولاية إلى اتحاد الهند واستقر العديد من الأسرة الحاكمة وسكان المدينة المسلمين في لاهور باكستان، على الرغم من أن نواب وأحفاده المباشرين (باستثناء الابنة الكبرى لنواب) أمين الدين أحمد، محبانو بيجوم الذي يعيش في إسلام أباد)، مكث في الهند.

### نواب لوهارو
| أحمد بخش خان                       | 1806-1827                                    |
| شمس الدين خان (شمس الدين أحمد خان) | 1827-1835                                    |
| أمين الدين أحمد خان                | 1835-27 فبراير 1869                          |
| علاء الدين أحمد خان                | 27 فبراير 1869 - 31 أكتوبر 1884              |
| أمير الدين أحمد خان                | 31 أكتوبر 1884 - أبريل 1920 (تنازل عن العرش) |
| عزيز الدين أحمد خان                | أبريل 1920 - 30 أكتوبر 1926                  |
| أمين الدين أحمد خان الثاني         | 30 أكتوبر 1926 - 15 أغسطس 1947               |

### أعضاء بارزون من سلالة لوهارو
ارتبطت الأسرة الحاكمة في لوهارو بالدم أو الزواج بالعديد من الشخصيات المسلمة المهمة في القرن التاسع عشر ، بما في ذلك:
- تزوج ميرزا غالب (1796 - 1869) ، شاعر أردو وفارسي شهير ، من أمراو بيجوم ، ابنة نواب إلهي بخش خان (الأخ الأصغر لنواب الأول ، أحمد بكش خان).
- داغ دهلوي (1831 - 1905) ، شاعر أوردو معروف ، كان ابن نواب الثاني ، شمس الدين أحمد خان.[17][18]
- سيد أحمد خان (1817 - 1898) ، مربي KCSI
- فخر الدين علي أحمد (1905-1977) ، رئيس الهند (1974-1977)
- إبراهيم علي خان باتودي (1913-1917) ، نواب من باتودي ، تزوج شاهار بانو بيجوم ، ابنة نواب أمير الدين أحمد خان.

### رجال الحاشية
كان جاجلان زيل من بيدوان متاخمًا لولاية لوهارو.
كان مير محمد خان مطربًا رائعًا في بلاط مهراجا لوهارو ، وهو من سلالة مير الله بوكس ، وهو مطرب مشهور وموسيقي البلاط رجا نهار سينغ من ولاية بالابجاره .

### ما بعد الاستقلال

#### أحفاد لوهارو في الهند
- أمين الدين أحمد خان ، آخر حكام نواب: خدم في الجيش الهندي ، وشهد العمل أثناء تحرير الهند البرتغالية عام 1961. تم انتخابه لاحقًا لعضوية الجمعية التشريعية لولاية راجستان ، وأنهى حياته المهنية المتقلبة كحاكم لولاية هيماشال براديش (1977-1981) وحاكمًا للبنجاب (1981-1982).
- علاء الدين أحمد خان الثاني (مواليد 1938): بعد أن أقام في كولكاتا لسنوات عديدة ، يعيش الآن في بلدة لوهارو. حيث يقع حصن Loharu ، الذي أصبح الآن في حالة خراب ، في وسطه ، [20] ومصدر جذب سياحي رئيسي [21]
- عماد الدين أحمد خان ، أو "دورو ميان" (مواليد 1944) متزوج من فوزية أحمد خان: سياسية المؤتمر الوطني الهندي ، عضو الجمعية التشريعية لراجستان ، وزير الصحة بولاية راجستان، [22] استقر في جايبور [23]
- نور بانو (مواليد 1939): متزوج من سيد ذو الفقار علي خان من رامبور (لقب نواب من رامبور) ، وعضو لوك سابها الحادي عشر ولوك سابها الثالث عشر .

#### أحفاد لوهارو في باكستان
- جميل الدين عالي (20 يناير 1925 - 23 نوفمبر 2015) شاعر أوردو ، كاتب مسرحي.[24]
- ماهبانو بيجوم ، (مواليد 1934 ، لوهارو) ، الابنة الكبرى لنواب أمين الدين أحمد خان ، متزوجة من سعادة الدكتور إس إم كوريشي ، سفير باكستان.[10]
- جنيد جمشيد ، (توفي عام 2016 ، هافيليان) ابن حفيدة آخر نواب من لوهارو ، فنان وشخصية باكستانية

### الدول المجاورة
- ولاية جند، على الحدود الجنوبية الشرقية
- ولاية باتيالا ، على الحدود الجنوبية
- جاغلان زايل من بيدوان، المتاخمة للشمال كانت تدار مباشرة من قبل راج البريطاني.

## التركيبة السكانية

### دِين
| دِين           | سكان  | نسبة مئوية |
| ------------- | ----- | ---------- |
| الهندوسية     | 23923 | 85.77%     |
| دين الاسلام   | 3960  | 14.2%      |
| السيخية       | 7     | 0.03%      |
| أخرى          | 2     | 0.01%      |
| إجمالي السكان | 27892 | 100%       |

## ملحوظات
1. ↑  Including Ad-Dharmis
2. ↑  Including الجاينية، البوذية، الزرادشتية، اليهودية، Tribals, others, or not stated

## روابط خارجية
- Genealogy of the Nawabs of Loharu Queensland University

قالب:Princely states of Indiaقالب:Princely states of the Punjab and Simla Hills